# Datumljus

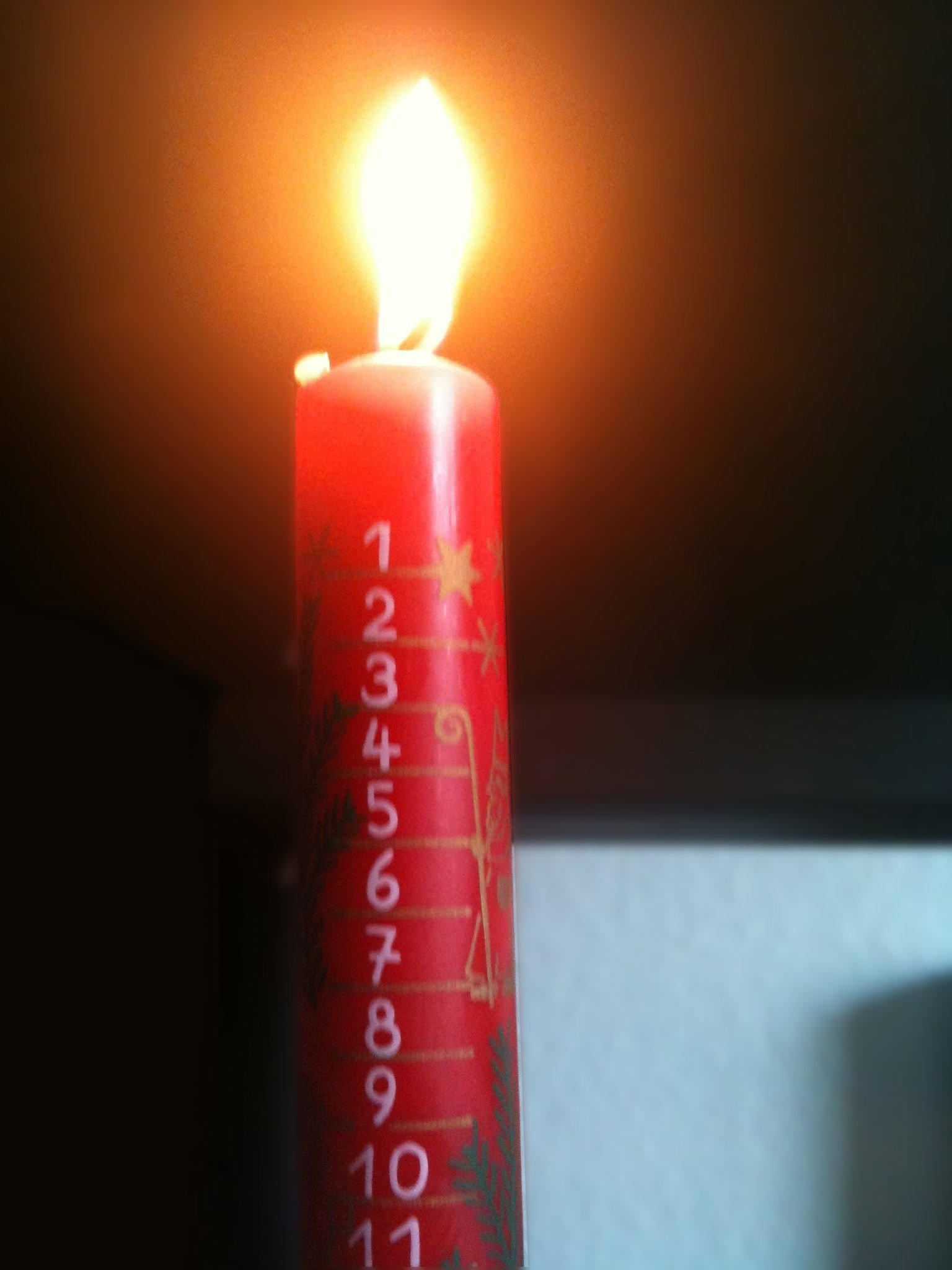
Ett datumljus.

Ett datumljus eller kalenderljus är ett levande ljus markerat med decembermånadens datum fram till jul. Det fungerar som en variant på adventskalender. För varje dag tänder man ljuset och låter det brinna ned till nästa datummarkering innan man släcker det. Spänningsmomentet ligger i att blåsa ut ljuset vid rätt tillfälle. Datumljusen är främst avsedda för hemmabruk. I exempelvis Storbritannien är datumljus vanliga i hemmen, medan adventsljusstakar med fyra ljus främst förekommer i kyrkorna.
Kalenderljus finns i olika storlekar och med olika motiv. Färgerna går ofta i rött, vitt, grönt, guld och silver.

### Fotnoter
1. ↑  ”Christian celebration of Advent” (på engelska). BBC. 16 december 2010. http://news.bbc.co.uk/local/tees/hi/people_and_places/religion_and_ethics/newsid_9196000/9196158.stm. Läst 27 november 2015.